# Пасивно-агресивно поведение
Пасивно-агресивното поведение е пасивно, понякога обструктивна съпротива да се следват очакванията в междуличностните или професионални ситуации. Може да се прояви като заучена безпомощност, отлагане, инат, възмущение, сърдене или преднамерен/повторяем провал в изпълнението на изискваните задачи, за които човекът (често изключително) е отговорен. Това е защитен механизъм и (по-често отколкото не) само частично осъзнат. Например работник, накаран да организира събиране може радостно да се съгласи, но впоследствие да отлага всяка задача в процеса и да предлага извинения от типа, че обажданията не са връщани или компютъра е прекалено слаб, докато нещата още не са готови преди започването на събирането. Негов колега е принуден бързо да завърши задачата или събирането се отлага.